# أونيا
بلدية أونيا (بالإسبانية: Oña)‏، هي إحدى بلديات مقاطعة برغش، التي تقع في منطقة قشتالة وليون، والتي تقع في شمال غرب إسبانيا.
يبلغ عدد سكانها 1.532 نسمة وفقاً لإحصائية سنة (2002).

## أعلام
- أندرس دي أولموس
- مارتينا ايبارياجا